# Inundaciones de la provincia de Badajoz de 1997
Las inundaciones de la provincia de Badajoz de 1997 fueron un desastre natural que tuvo lugar entre el 5 y el 6 de noviembre de 1997, afectando gravemente a la ciudad de Badajoz (Extremadura, España) y sus alrededores. Este evento fue causado por un proceso de ciclogénesis explosiva que generó un episodio de lluvias torrenciales.

## Causas
El fenómeno meteorológico que desencadenó las inundaciones fue una borrasca de origen subtropical que sufrió un proceso de ciclogénesis explosiva mientras se desplazaba hacia la península Ibérica. Esta borrasca, acompañada de sistemas tormentosos muy organizados, provocó precipitaciones intensas y persistentes en Extremadura, con especial relevancia en la provincia de Badajoz.

## Desarrollo
Durante la noche del 5 al 6 de noviembre, las lluvias torrenciales saturaron los suelos ya húmedos por las precipitaciones anteriores. Numerosos puntos de la provincia registraron precipitaciones superiores a los 100 l/m², destacando la ciudad de Badajoz, donde se registraron hasta 125 l/m² y rachas de viento de 130 km/h y Valverde de Leganés, donde los 136 l/m² caídos desbordaron el arroyo de Las Piletas, que cruzaba soterrado la localidad. Los arroyos Rivillas y Calamón se desbordaron, arrasando la barriada de Cerro de Reyes del sur de la capital pacense.

## Consecuencias
Las inundaciones causaron la muerte de 3 personas en Valverde de Leganés y de otras 22 en Badajoz. Cientos de familias se vieron afectadas por la destrucción de viviendas y negocios. El barrio de Cerro de Reyes de la capital pacense fue el más afectado, pero la riada también asoló los barrios de Antonio Domínguez, San Roque y Pardaleras. La respuesta de las autoridades incluyó la construcción de nuevas viviendas y la inversión de más de 100 millones de euros para expropiar las casas cercanas a los cauces, demolerlas y adaptar las riberas de los arroyos como parques como zonas de exclusión ante posibles futuras inundaciones.